# Earias speiplena
Earias speiplena är en fjärilsart som beskrevs av Walker 1857. Earias speiplena ingår i släktet Earias och familjen trågspinnare. Inga underarter finns listade i Catalogue of Life.